# Lobelia scebelii
Lobelia scebelii là loài thực vật có hoa trong họ Hoa chuông. Loài này được Chiov. mô tả khoa học đầu tiên năm 1929.